# Ferecătură

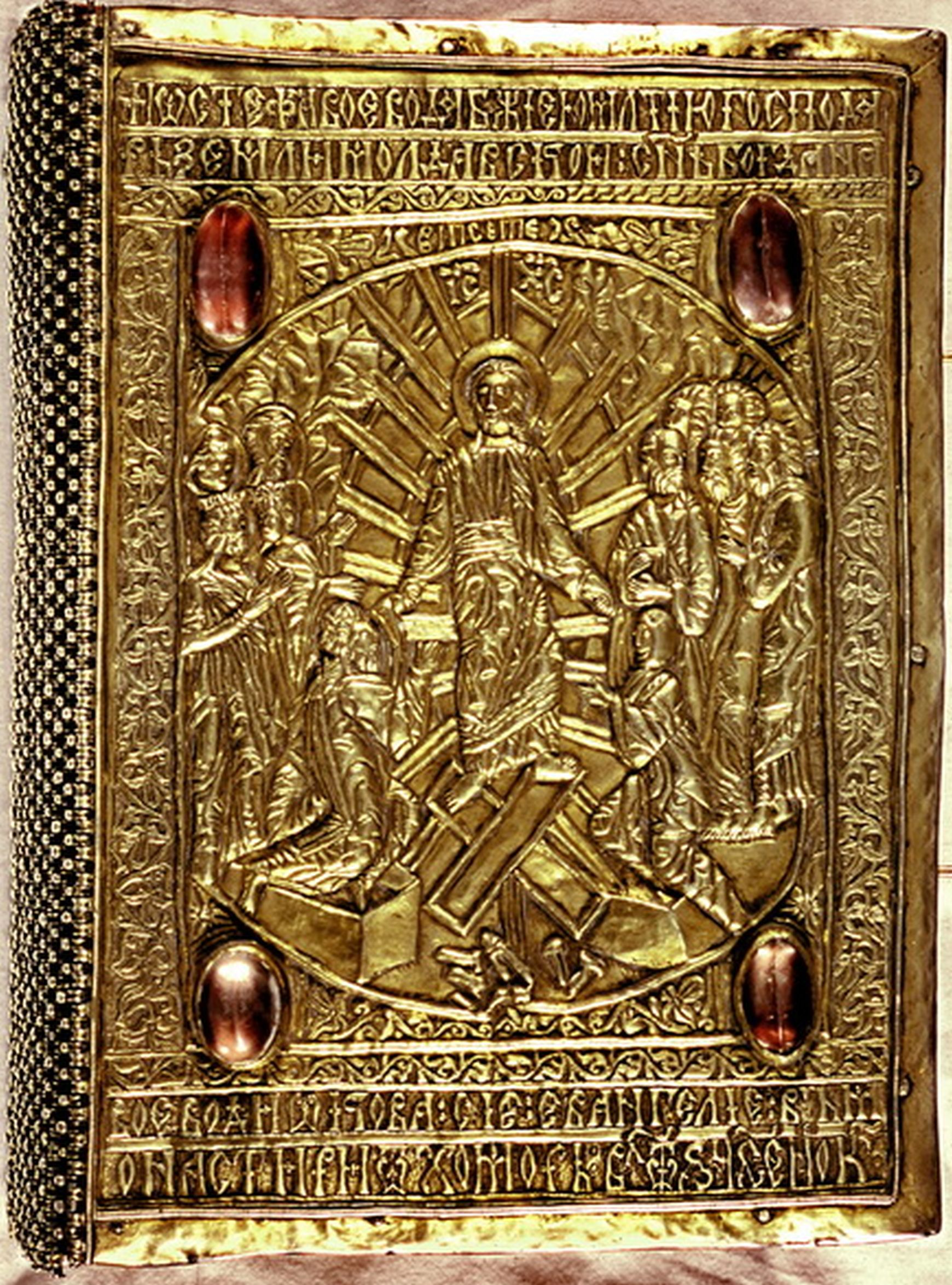
Ferecătura Tetraevangheliarului de la Humor, 1490

Ferecătură este legătura sau îmbrăcămintea confecționată din metale și pietre prețioase pentru protejarea icoanelor și a cărților bisericești.

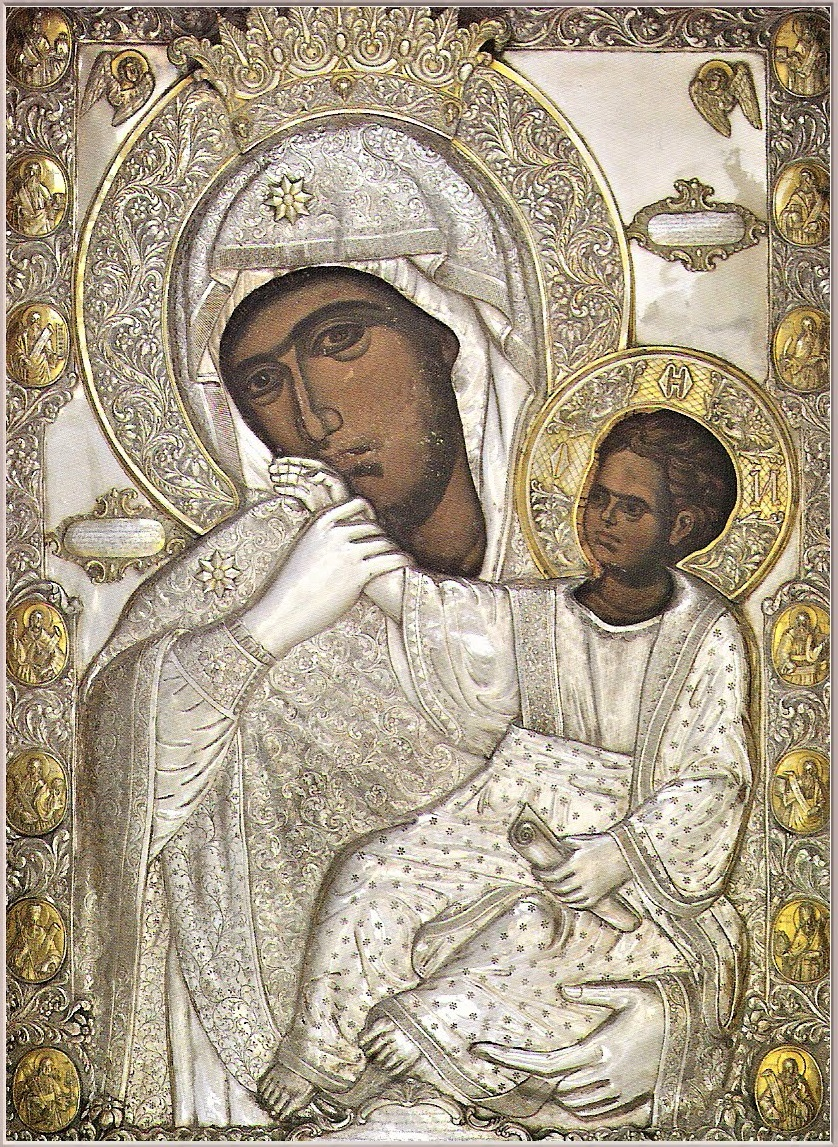
Icoana Maicii Domnului „Paramythía” de la Mănăstirea Vatopedu, sec. al XIV-lea

Icoanele sunt ferecate pentru a proteja suprafața pictată a icoanei de distrugera ei în timp cauzată de fum,  ceara de la lumânări sau venerație. Deasemenea se mai poate face în semn de cinstire pentru Mântuitorul  Iisus Hristos, Maica Domnului sau sfântul ce este zugrăvit în icoană. Multe icoane ale Maicii Domnului au fost ferecate ca urmare a minunilor săvârșite.
În cazul manuscriselor întrucât realizarea lor era migăloasă, îndelungată și costisitoare, fiecare exemplar, în parte, constituind un unicat, durata lor de utilizare trebuia să fie cât mai mare. Pentru a rezista eroziunii timpului și altor factori deterioranți, ele erau legate în scoarțe de lemn, îmbrăcate în catifea, în piele sau în plăci de metale prețioase. Acestea erau decorate la rândul lor - prin ștanțare, gravare, cizelare sau ciocănire - cu diferite motive ornamentale, geometrice și vegetale, cu scene religioase și figuri de sfinți, cu scurte inscripții liturgice sau votive, cu încrustații de emailuri și pietre scumpe.

## Vezi și
- Tetraevangheliar